# HD198896
HD198896 — хімічно пекулярна зоря спектрального класу A2, що має видиму зоряну величину в смузі V приблизно  8,9.
Вона  розташована на відстані близько 9883,5 світлових років від Сонця.